# Wolfgang Massing
Wolfgang Massing (* 9. September 1941 in Zweibrücken) ist ein deutscher ehemaliger Diplomat. Er war von 2000 bis 2003 Botschafter in Vietnam und von 2003 bis 2006 in Namibia.

## Leben
Nach dem Abitur 1961 in Aachen begann Massing ein Studium der Geschichte, der Politikwissenschaften und der Germanistik an der Universität Freiburg und der Freien Universität Berlin (1963/64) und legte 1967 das I. Staatsexamen für das höhere Lehramt ab. 
Von 1968 bis 1972 war er wissenschaftlicher Mitarbeiter am Arnold-Bergstraesser-Institut in Freiburg im Breisgau. Während dieser Zeit erhielt er ein Forschungsstipendium der VolkswagenStiftung für gegenwartsbezogene Südasienforschung, das er nach einem Intensiv-Sprachstudium in Hindi an der School of Oriental and African Studies (SOAS) in London sowie einem einjährigen Feldaufenthalt in dem indischen Bundesstaat Bihar mit der Promotion abschloss.
1972 trat er in den Auswärtigen Dienst ein und wurde nach Beendigung der Attachéausbildung (u. a. am Generalkonsulat Bordeaux) 1974 als Leiter der Rechts- und Konsularabteilung an die Deutsche Botschaft Kairo versetzt. Von 1977 bis 1980 folgte eine Verwendung in dem Referat Wissenschaft und Hochschulen in der Kulturabteilung des Auswärtigen Amtes, ehe er von 1980 bis 1983 als Ständiger Vertreter des Botschafters in das gerade unabhängig gewordene Simbabwe entsandt wurde. Anschließend wurde er als Referent für die Frontlinienstaaten in das Südafrikareferat der Zentrale versetzt. 1986 wurde er Leiter des Pressereferats an der Botschaft Neu Delhi, Indien. Nach seiner erneuten Rückkehr nach Bonn wurde er stellvertretender Leiter des neu eingerichteten Referats deutsche Sprache und deutsche Minderheiten in Mittel- und Osteuropa. Es folgten ab 1992 vier Jahre in Frankreich, zunächst als Leiter des damaligen Sekretariats des Deutsch-Französischen Verteidigungs- und Sicherheitsrats und dann der Politischen Abteilung an der Deutschen Botschaft Paris.
1996 übernahm er das Südasien-Referat im Auswärtigen Amt (zuständig für Afghanistan, Bangladesch, Indien, Nepal, Pakistan und Sri Lanka). Von 2000 bis 2003 wirkte er als deutscher Botschafter in Vietnam und anschließend in Namibia bis zu seiner Versetzung in den Ruhestand im Juli 2006. 
Von 2007 bis 2015 war er als Lehrbeauftragter für Politikwissenschaften tätig: von 2007 bis 2009 an der Albert-Ludwigs-Universität Freiburg, ab dem Sommersemester 2009 an der Universität Bonn.
Seit 2009 ist er zweiter Vorsitzender der Andheri-Hilfe in Bonn, die Entwicklungsprojekte in Indien und Bangladesch fördert.
Wolfgang Massing ist verheiratet mit Chantal Massing und Vater von drei Kindern.

## Publikationen
- Indisch-pakistanische Beziehungen auf einem Tiefpunkt. Nach 70 Jahren Unabhängigkeit überwiegt das Misstrauen. In: Südasien. Band 37, Nummer 2, 2017, S. 20–21 doi:10.11588/sueas.2017.2.16649.